# Winthemia nigripalpis
Winthemia nigripalpis là một loài ruồi trong họ Tachinidae.